# Katiru
Katiru (Ka-ti'-ru), Kod Curtisa i Hodgea, jedna od 4 glavne skupine Shasta Indijanaca, koji su živjeli u dolini Klamatha, od Seiad Valleya do Happy Campa u sjevernoj Kaliforniji.
Swanton ih ne spominje.